# Curtis Hanson
Curtis Lee Hanson (Reno, Nevada; 24 de marzo de 1945 - Los Ángeles, California; 20 de septiembre de 2016) fue un director de cine, productor y guionista estadounidense.

## Biografía
Hanson comenzó su trabajo como director con Sweet Kill, una película de cine criminal de bajo presupuesto. Después pasó los quince años siguientes escribiendo guiones, entre los que destaca el de The Silent Partner (1978), basado en la novela homónima de Anders Bodelsen. Escribió el guion de la película White Dog, de Sam Fuller (1981), que al ser acusada de racismo vio postergado su estreno durante varios años; y también colaboró como guionista con Sam Hamm y Richard Kletter en Never Cry Wolf. Dirigió una comedia de sexo adolescente llamada Losin' It (1983), donde actuó Tom Cruise cuando aún no era conocido mundialmente. 
Se afianzó en Hollywood con el éxito del thriller La mano que mece la cuna (1992), si bien su mayor éxito como guionista y director fue en 1997 cuando se estrenó L.A. Confidential, una película con un excelente reparto (Russell Crowe, Guy Pearce, Kevin Spacey y Kim Basinger), con la que consiguió nueve nominaciones a los premios Óscar, de los que la película consiguió llevarse dos (mejor actriz de reparto y mejor guion adaptado), pero fue eclipsada por Titanic, que consiguió once Óscars.
Sus últimos trabajos fueron Wonder Boys (2000), 8 Mile (2002), protagonizada por Eminem y Kim Basinger, In Her Shoes (2005), con Cameron Diaz y Toni Collette, Lucky You (2007) y El gran año. Su último trabajo cinematográfico fue Persiguiendo Mavericks (2012), codirigido con Michael Apted.
Unos años antes de su fallecimiento Hanson se retiró del trabajo cinematográfico y se informó que tenía demencia frontotemporal. Falleció por causas naturales el 20 de septiembre de 2016 a la edad de 71 años en su casa de Hollywood Hills (Los Ángeles, California).

## Filmografía

### Cine y televisión
- Sweet Kill (1973)
- The Silent Partner (1978) (solo guionista y productor)
- The Little Dragons (1980)
- Losin' It (1983)
- The Children of Times Square (1986) (TV)
- The Bedroom Window (1987)
- Bad Influence (1990)
- La mano que mece la cuna (1992)
- Río salvaje (1994)
- L.A. Confidential (1997)
- Wonder Boys (2000)
- 8 Mile (2002)
- In Her Shoes (2005)
- Lucky You (2007)
- El gran año (2011)
- Too Big to Fail (2011)
- Persiguiendo Mavericks (2012)

## Premios y distinciones
Premios Óscar
| Año  | Categoría      | Película          | Resultado |
| ---- | -------------- | ----------------- | --------- |
| 1998 | Mejor película | L.A. Confidential | Nominado  |
| 1998 | Mejor director | L.A. Confidential | Nominado  |